# Château baillival de Vuippens
Le Château baillival est un château de bailli situé à Vuippens, dans la commune de Marsens dans le Canton de Fribourg en Suisse. Il fait partie de l'inventaire suisse des biens culturels d'importance nationale.